# Vilda fälten

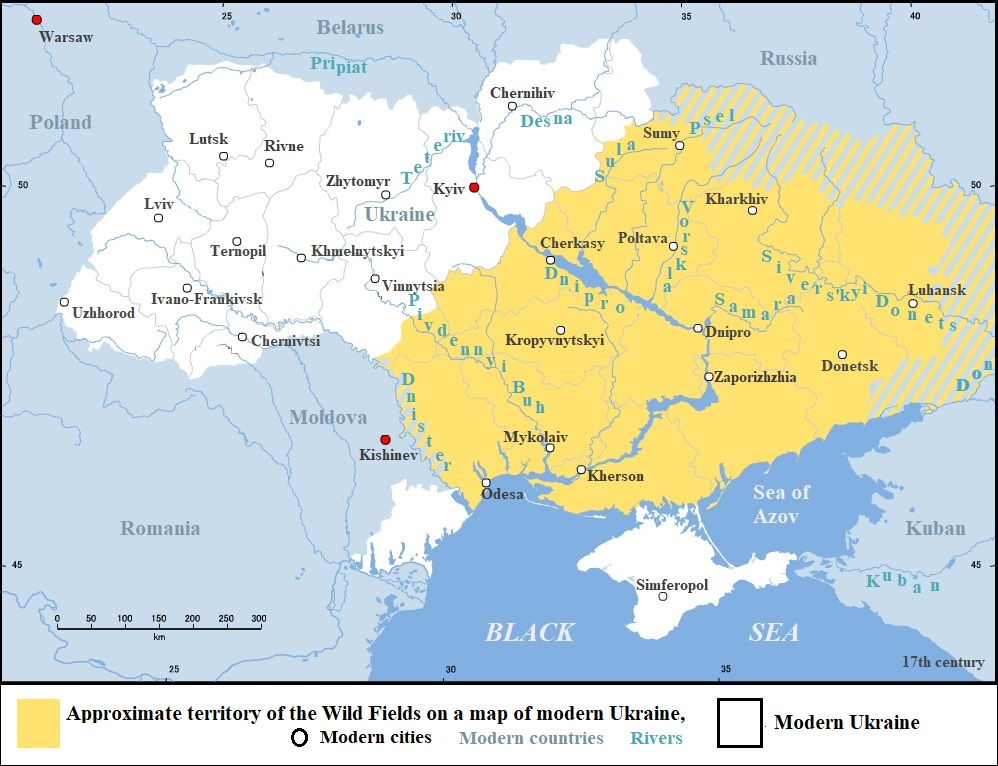
De vilda fälten.

De vilda fälten är en känt historiskt namn för stäppen i östra och södra Ukraina och sydvästra Ryssland, norr om Svarta havet och Azovska sjön och del av eurasiska stäppen. Det användes i Polsk-litauiska samväldet från 1500-talet och var det traditionella namnet för denna stäpp i Europa under Tidigmoderna tiden fram till 1800-talet. 
Den snävare definitionen av termen är landområdet norr om Svarta havet mellan mellersta och södra Dnestr i väst, och södra Don och Siverskyj Donets i öst, från västra Dnipro—Samara till södra Bug—Syniucha och Ingul i norr, till Svarta havet och Azovska sjön och Krim i söder. En bredare definition inkluderade hela Eurasiska stäppen, som kallades Stora Skythien under antiken och Stora Tartarien under medeltiden. 
Under den tidigmoderna tiden var de Vilda fälten ökända och alltmer sparsamt befolkade. Trots att stäppen var känd för att vara bördig och full av naturrikedomar, skyddes den av nybyggare. Anledningen var att den platta slätten från 1400-talet var svår att försvara och svårt utsatt för regelbundna räder av krimtatarer ute efter att kidnappa slavar till slavhandeln på Krim.  Dessa ständiga slavjakter företogs regelbundet, för att förse den viktiga slavhandeln på Krim med ständigt nya slavar. Slavräderna tryckte ständigt tillbaka befolkningsgränsen norrut, vilket i sin tur gjorde att krimtatarernas räder gick djupare och djupare in i Polen, Litauen och Ryssland under 1500- och 1600-talen. Dessa slavjakter kallades på Krim för att "skörda de vilda fälten". 
Under 1700-talet började de vilda fälten pacificeras, då Ryssland blev mer motståndskraftigt, fick kontroll över Ukraina och med allt större framgång började slå tillbaka slavräderna från Krim. Den sista slavräden ska ha ägt rum år 1769, och 1774–1783 inlemmades Krimkhanatet i Ryssland och slavhandeln på Krim upphörde. 